# Making the Road
Making the Road is het derde studioalbum van de Japanse punkband Hi-Standard. Het werd opgenomen in de Echo House Studio in Tokio, Japan en werd in juni 1999 door Pizza of Death Records uitgegeven. Op 2 november werd het door Fat Wreck Chords in de Verenigde Staten uitgegeven.

## Nummers
1. "Turning Back" - 0:33
2. "Standing Still" - 2:12
3. "Teenagers are All Assholes" - 2:00
4. "Just Rock" - 1:04
5. "Dear My Friends" - 3:12
6. "Stay Gold" - 2:00
7. "No Heroes" - 2:10
8. "Glory" - 1:50
9. "Please, Please, Please" - 2:30
10. "Green Acres" - 0:54
11. "Changes" (cover van Black Sabbath) - 2:43
12. "Making the Road Blues" - 1:15
13. "Crows" - 1:52
14. "Tinkerbell Hates Goatees" - 1:26
15. "Pentax" - 0:34
16. "Nothing" - 2:51
17. "Starry Night" - 2:12
18. "Brand New Sunset" - 3:24
19. "Sexy Girlfriend" (hidden track) - 2:57

## Band
- Akihiro Nanba - zang, basgitaar
- Ken Yokoyama - gitaar, zang
- Akira Tsuneoka - drums